# Трафермін
Трафермін (англ. trafermin) — рекомбінантний людський фактору росту фібробластів 2 (англ. Recombinant human basic fibroblast growth factor (rhbFGF)). Створений за допомогою технології рекомбінантних ДНК і продукується в організмі кишкової палички E. coli.
Цей рекомбінантний білок має такі ж властивості та функції, як і фактор росту фібробластів 2 (англ. FGF2), що продукується в організмі людини. Трафермін активує проліферацію та диференціацію клітин. В складі лікарських засобів використовується для загоєння виразок на шкіри, опіків, лікування діабетичної стопи, періодонтиту, переломів кісток та інших явищ, що пов'язані із порушенням цілісності сполучної тканини.

## Історія
Трафермін вперше був отриманий американською корпрорацією Scios Inc. (нині належить компанії Johnson & Johnson). У 1988 році японська компанія Kaken Pharmaceutical Co.,Ltd. отримала ліцензію на виготовлення траферміну від Scios Inc..
У 2000 році застосування траферміну для лікування хронічних виразок було схавлено Управлінням з продовольства і медикаментів Китаю (англ. CFDA).
Після 13 років випробувань у червні 2001 році компанія Kaken Pharmaceutical Co.,Ltd. випустила на ринок Японії трафермін під торговою назвою Fiblast®Spray. Цей препарат випускається у формі спрею для зовнішнього застосування. Його застосовують для лікування пролежнів, діабетичної стопи, опіків та інших виразок на шкірі.
У 2006 році було ліцензоване постачання Fiblast®Spray у Південну Корею. У 2007 році був укладений ліцензійний договір про використання траферміну у стоматологічній практиці у Північній Америці та Європі. У 2009 році був укладений ліцензійний договір про використання траферміну в лікуванні виразок у Північній Америці та Європі.
У грудні 2016 року компанія Kaken Pharmaceutical Co.,Ltd. випустила на ринок Японії препарат Regroth®. Він активує регенерацію періодонтальної зв'язки, цементу зуба та альвеолярної кістки. Цей препарат часто застосовується японськими фахівцями з лікування пародонтозу.[джерело?]

## Механізм дії
Трафермін сполучений із гепарин-сульфатом, який є його кофактором. Така сполука приєднується до позаклітинної частини рецептору фактору росту фібробластів (англ. FGFR). Приєднання викликає димеризацію рецептору. Тоді кожний мономер спочатку автофосфорилюється (фосфорилює сам себе), а потім фосфорилює інший мономер. Фосфорилювання відбувається по амінокислоті тирозин (бо даний рецептор є рецепторною тирозинкіназою). Таким чином рецептор стає активним і може фосфорилювати свої білки-мішені в цитозолі. В такий спосіб сигнал від молекули траферміну передається далі по одному із сигнальних шляхів клітини.
Те, який саме сигнальний шлях буде активовано, залежить від того, який білок-мішень буде фосфорильовано рецептором. Різні сигнальні шляхи призводять до різних кінцевих ефектів впливу траферміну на клітину.
Якщо рецептор профосфорилює білок FRS2, то активується RAS/MAPK сигнальний шлях (англ. RAS/MAP kinase pathway). Це призводить до стимулювання проліферації фібробластів, епітеліальних клітини, клітин гладкої мускулатури судин та ендотеліальних клітини судин. Також стимулюється диференціація клітин.
Фосфорилювання рецептором білку FRS2 активує також і PI3К/AKT сигнальний шлях (англ. PI3K/AKT signaling pathway). Цей шлях регулює виживання та детермінацію клітин.
У випадку фосфорилювання рецептором фосфоліпази С Гамма (англ. PLCγ) активується однойменний шлях (англ. PLCγ pathway). Він впливає на міграцію та адгезію клітин.
Ці ефекти на організменному рівні виявляються у пришвидшенні та збільшенні ефективності процесів загоєння ран, виразок та опіків.

## Застосування у клінічній практиці
Трафермін застосовують для лікування широкого спектру хвороб і явищ, що пов'язані з порушенням цілісності сполучної тканини або її структури:
- Рани
- Виразки на шкірі
- Діабетична стопа
- Пролежні
- Періодонтит
- Переломи кісток
- Опіки другого ступеню
- Ішемічна хвороба серця
- Переферичні судинні захворювання
- Нориці шлунково-кишкового тракту
- Для стимуляції ангіогенезу
- Для регенерації волосяних фолікул під час загоювання ран